# Maria Lyle
Pour les articles homonymes, voir Lyle.
Maria Lyle, née le 14 février 2000 à Édimbourg (Écosse), est une athlète handisport écossaise concourant pour le Royaume-Uni dans la catégorie T35 pour les athlètes atteintes de paralysie cérébrale. Malgré ses six titres européens et son titre mondial, elle n'est jamais monté sur la première marche d'un podium paralympique.

## Carrière
Maria Lyle est née atteinte de paralysie cérébrale causée par le zona contracté par sa mère pendant sa grossesse. Elle fait ses études à l'Université Napier d'Édimbourg en sciences appliquées.
Trop jeune pour être sélectionnée aux Jeux de 2012, elle possède à ce moment-là un meilleur record personnel sur le 100 m et le 200 m que les temps réalisés par la championne paralympique Liu Ping cette année-là. Deux ans plus tard, elle rafle l'or sur le 100 m et le 200 m T35 à l'âge de seulement 14 ans aux Championnats d'Europe. Aux Jeux paralympiques d'été de 2016, Lyle remporte une médaille d'argent et deux médailles de bronze.
Aux Jeux du Commonwealth de 2018, elle remporte une médaille d'argent sur le 100 m T35. En 2019, Lyle réalise le doublé 100 m/200 m T35 aux Mondiaux à Dubaï. Deux ans plus tard, elle refait le même doublé — en battant le record d'Europe sur le 200 m — aux championnats d'Europe. Quelques semaines plus tard aux Jeux de 2020, elle remporte une médaille de bronze sur le 100 m T35 en 14 s 18 derrière la Chinoise Zhou Xia (13 s 00) et l'Australienne Isis Holt (13 s 13).

## Palmarès

### Jeux paralympiques
- Jeux paralympiques d'été de 2016 à Rio de Janeiro :
  -  4 x 100 m T35-38
  -  100 m T35
  -  200 m T35
- Jeux paralympiques d'été de 2020 à Tokyo :
  -  100 m T35

### Championnats du monde
- Championnats du monde 2015 à Doha :
  -  4 x 100 m T35-38
  -  100 m T35
  -  200 m T35
- Championnats du monde 2017 à Londres :
  -  100 m T35
  -  200 m T35
- Championnats du monde 2019 à Dubaï :
  -  100 m T35
  -  200 m T35

### Championnats d'Europe
- Championnats d'Europe 2014 à Swansea :
  -  100 m T35
  -  200 m T35
- Championnats d'Europe 2016 à Grosseto :
  -  100 m T35
  -  200 m T35
  -  4 x 100 m T35-38
- Championnats d'Europe 2018 à Berlin :
  -  100 m T35